# Gotarzes I
Gotarzes I var kung av Partherriket mellan 91 och 80 f.Kr. Han ingick i arsakidernas dynasti. 